# Nijaz Duraković

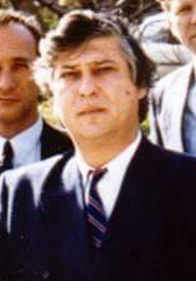
Nijaz Duraković

Nijaz Duraković (* 1. Januar 1949 in Stolac; † 29. Januar 2012 in Sarajevo) war ein jugoslawischer bzw. bosnischer Politologe und Politiker.

## Leben
Er studierte Soziologie und Politikwissenschaft an der Universität Sarajevo und promovierte 1979. Er war dort als Dozent, ab 1986 als ordentlicher Professor für Vergleichende Politische Systemforschung und Internationale Beziehungen.
Ab 1989 war er Vorsitzender des bosnischen Landesverbandes des Bund der Kommunisten Jugoslawiens. Nach deren Auflösung war er Vorsitzender der Nachfolgepartei Socijaldemokratska partija Bosne i Hercegovine (SDP); in diesem Amt folgte ihm 1997 Zlatko Lagumdžija nach. Während des Bosnienkrieges gehörte Duraković als Nachfolger von Fikret Abdić der ansonsten von den nationalistischen Parteien dominierten siebenköpfigen bosnischen Präsidentschaft an. Von 1998 bis 2000 war er Abgeordneter der SDP im Repräsentantenhaus der Föderation Bosnien und Herzegowina. Bis 2006 gehörte er dem Abgeordnetenhaus von Bosnien und Herzegowina an. Er beteiligte sich an der Gründung der Socijaldemokratska unija Bosne i Hercegovine (SDU), einer Abspaltung der SDP. Für die SDU wurde er 2006 erneut in das Repräsentantenhaus der Föderation gewählt. Er gehörte diesem bis 2010 an, als ihm der erneute Einzug ins Parlament nicht gelang.
Er war verheiratet und hatte zwei Töchter.

## Werke
- Prokletstvo Muslimana (Der Fluch der Moslems), 1993
- Bosanski izazovi (Bosnische Herausforderungen), 1999
- Uporedni politički sistemi (Vergleichbare politische Systeme), 2000 (ISBN 9958-9476-2-5)
- (mit Muhamed Filipović): Tragedija Bosne (Die Tragödie Bosniens), 2002
- Prevara Bosne (Betrug an Bosnien), 2004